# Fos (Hérault)
Pour les articles homonymes, voir Fos.
Fos [fɔs] (en occitan Fòs ['fɔs]) est une commune française située dans le centre du département de l'Hérault, en région Occitanie.
Exposée à un climat méditerranéen, elle est drainée par la Thongue et par divers autres petits cours d'eau.
Fos est une commune rurale qui compte 131 habitants en 2022, après avoir connu une forte hausse de la population depuis 1975. .

## Géographie

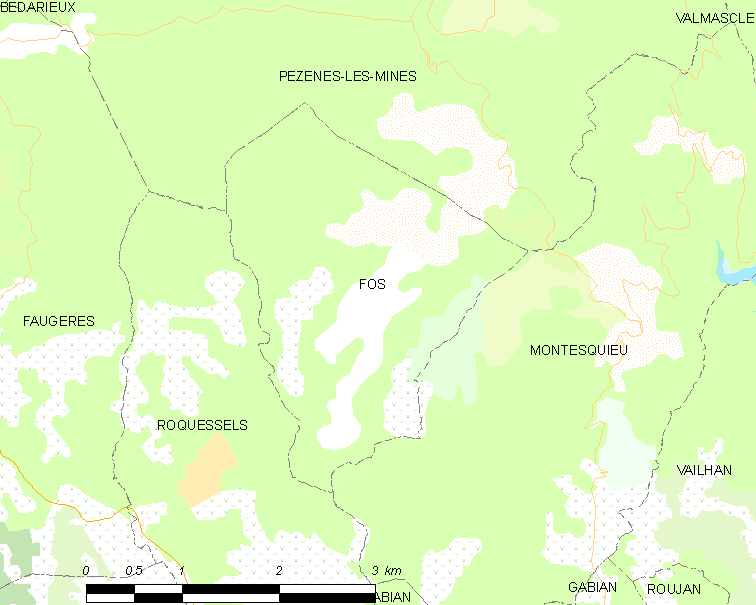
Carte.

Fos est un petit village datant du XIe siècle situé près d'un ravin. Il fait partie du canton de Roujan.
- Superficie : 6.58 km2
- Altitude minimale : 171 mètres
- Altitude maximale : 464 mètres[1]

### Communes limitrophes
Pézènes-les-Mines au nord, Roquessels au sud-ouest et Montesquieu au sud-est.

### Climat
Pour des articles plus généraux, voir Climat de l'Occitanie et Climat de l'Hérault.
En 2010, le climat de la commune est de type climat méditerranéen franc, selon une étude s'appuyant sur une série de données couvrant la période 1971-2000. En 2020, Météo-France publie une typologie des climats de la France métropolitaine dans laquelle la commune est exposée à un climat méditerranéen et est dans la région climatique  Provence, Languedoc-Roussillon, caractérisée par une pluviométrie faible en été, un très bon ensoleillement (2 600 h/an), un été chaud (21,5 °C), un air très sec en été, sec en toutes saisons, des vents forts (fréquence de 40 à 50 % de vents > 5 m/s) et peu de brouillards.
Pour la période 1971-2000, la température annuelle moyenne est de 13,2 °C, avec une amplitude thermique annuelle de 15,8 °C. Le cumul annuel moyen de précipitations est de 928 mm, avec 7,3 jours de précipitations en janvier et 2,9 jours en juillet. Pour la période 1991-2020, la température moyenne annuelle observée sur la station météorologique la plus proche, située sur la commune de Bédarieux à 9 km à vol d'oiseau, est de 13,7 °C et le cumul annuel moyen de précipitations est de 982,0 mm,. Pour l'avenir, les paramètres climatiques de la commune estimés pour 2050 selon différents scénarios d'émission de gaz à effet de serre sont consultables sur un site dédié publié par Météo-France en novembre 2022.

### Milieux naturels et biodiversité
Aucun espace naturel présentant un intérêt patrimonial n'est recensé sur la commune dans l'inventaire national du patrimoine naturel,,.

## Urbanisme

### Typologie
Au 1er janvier 2024, Fos est catégorisée commune rurale à habitat dispersé, selon la nouvelle grille communale de densité à sept niveaux définie par l'Insee en 2022.
Elle est située hors unité urbaine et hors attraction des villes,.

### Occupation des sols
L'occupation des sols de la commune, telle qu'elle ressort de la base de données européenne d’occupation biophysique des sols Corine Land Cover (CLC), est marquée par l'importance des forêts et milieux semi-naturels (65 % en 2018), en diminution par rapport à 1990 (86,4 %). La répartition détaillée en 2018 est la suivante : 
forêts (59,9 %), zones agricoles hétérogènes (24,2 %), cultures permanentes (10,8 %), milieux à végétation arbustive et/ou herbacée (5,1 %). L'évolution de l’occupation des sols de la commune et de ses infrastructures peut être observée sur les différentes représentations cartographiques du territoire : la carte de Cassini (XVIIIe siècle), la carte d'état-major (1820-1866) et les cartes ou photos aériennes de l'IGN pour la période actuelle (1950 à aujourd'hui).

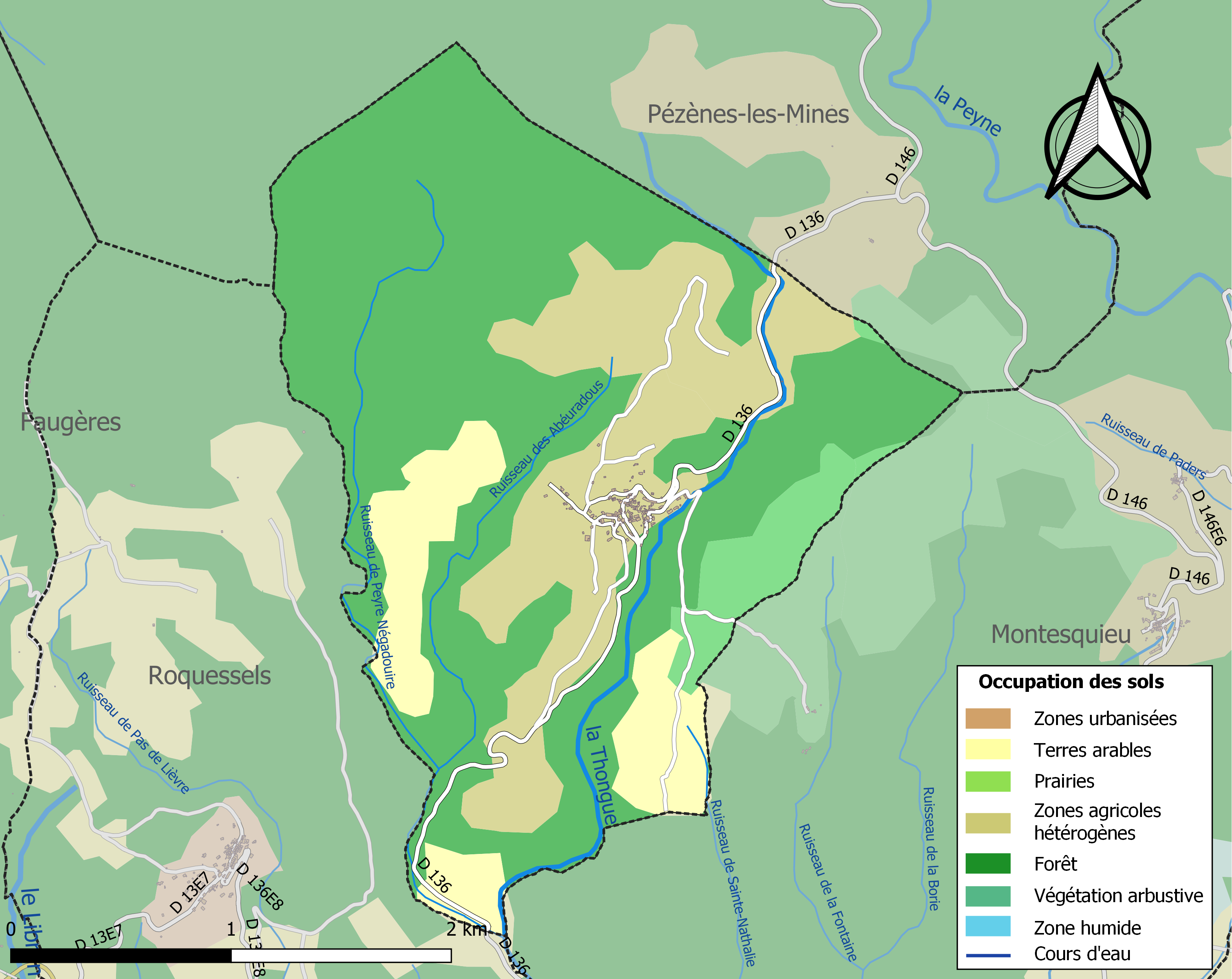
Carte des infrastructures et de l'occupation des sols de la commune en 2018 (CLC).

### Risques majeurs
Le territoire de la commune de Fos est vulnérable à différents aléas naturels : météorologiques (tempête, orage, neige, grand froid, canicule ou sécheresse), feux de forêts et séisme (sismicité très faible). Il est également exposé à un risque particulier : le risque de radon. Un site publié par le BRGM permet d'évaluer simplement et rapidement les risques d'un bien localisé soit par son adresse soit par le numéro de sa parcelle.

#### Risques naturels
Fos est exposée au risque de feu de forêt. Un plan départemental de protection des forêts contre les incendies (PDPFCI) a été approuvé en juin 2013 et court jusqu'en 2022, où il doit être renouvelé. Les mesures individuelles de prévention contre les incendies sont précisées par deux arrêtés préfectoraux et s’appliquent dans les zones exposées aux incendies de forêt et à moins de 200 mètres de celles-ci. L’arrêté du 25 avril 2002 réglemente l'emploi du feu en interdisant notamment d’apporter du feu, de fumer et de jeter des mégots de cigarette dans les espaces sensibles et sur les voies qui les traversent sous peine de sanctions. L'arrêté du 11 mars 2013 rend le débroussaillement obligatoire, incombant au propriétaire ou ayant droit,.

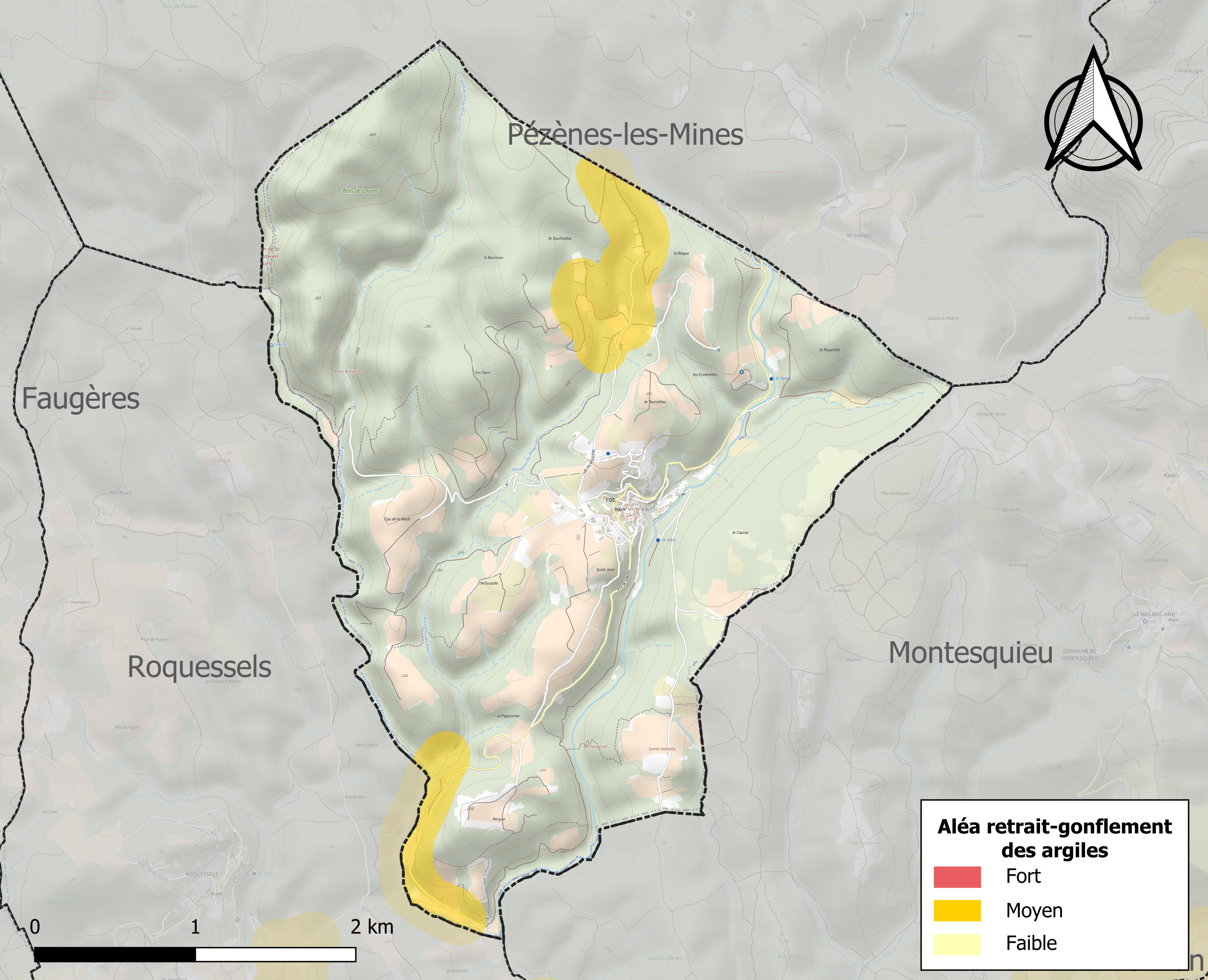
Carte des zones d'aléa retrait-gonflement des sols argileux de Fos.

Le retrait-gonflement des sols argileux est susceptible d'engendrer des dommages importants aux bâtiments en cas d’alternance de périodes de sécheresse et de pluie. 7,1 % de la superficie communale est en aléa moyen ou fort (59,3 % au niveau départemental et 48,5 % au niveau national). Sur les 72 bâtiments dénombrés sur la commune en 2019, 0 sont en aléa moyen ou fort, soit 0 %, à comparer aux 85 % au niveau départemental et 54 % au niveau national. Une cartographie de l'exposition du territoire national au retrait gonflement des sols argileux est disponible sur le site du BRGM,.
Par ailleurs, afin de mieux appréhender le risque d’affaissement de terrain, l'inventaire national des cavités souterraines permet de localiser celles situées sur la commune.
La commune a été reconnue en état de catastrophe naturelle au titre des dommages causés par les inondations et coulées de boue survenues en 1982 et 2014. 

#### Risque particulier
Dans plusieurs parties du territoire national, le radon, accumulé dans certains logements ou autres locaux, peut constituer une source significative d’exposition de la population aux rayonnements ionisants. Certaines communes du département sont concernées par le risque radon à un niveau plus ou moins élevé. Selon la classification de 2018, la commune de Fos est classée en zone 2, à savoir zone à potentiel radon faible mais sur lesquelles des facteurs géologiques particuliers peuvent faciliter le transfert du radon vers les bâtiments.

## Histoire
Les premières mentions archivistiques de Fos remontent au milieu du XIe siècle (Foz en 1048 dans le cartulaire de la cathédrale de Narbonne, cité par Eugène Thomas dans son Dictionnaire topographique de l'Hérault paru en 1865). Au Moyen Âge et à l'époque moderne, la vie économique de la communauté s'articule autour des cultures vivrières, surtout les céréales mais aussi plus tardivement la châtaigne. Le territoire de la commune se compose en effet de collines et de plateaux sur lesquels s'épanouissent taillis et châtaigneraies. Les récoltes se voient ponctionnées dans le cadre de l'acquittement de la dîme par le chapitre de Cassan.
La présence d'un château fortement remanié au centre du village rappelle l'existence des anciens seigneurs comme Pontius de Fos qui participe aux croisades au début du XIIe siècleou Gabriel de Gep qui est fait chevalier de l'Ordre de Saint-Michel en 1576. En 1230, le seigneur cède une partie de ses droits à la communauté.
La communauté de Fos est aussi identifiée sous la variante Foix en 1693. A noter également, que l'église du hameau de Paders, partie intégrante du territoire de Montesquieu, est rattachée à la paroisse de Fos (Dictionnaire topographique du département de l'Hérault d'Eugène Thomas, paru en 1865).
À partir de 1790, la commune est dotée d'un conseil municipal et la communauté traverse la Révolution française et les changements de régimes politiques du XIXe siècle sans difficultés particulières. La vie politique s'organise autour de maires d'abord nommés puis élus
La vie économique reste surtout liée à l'agriculture avec un essor de la viticulture au XIXe siècle. On produit par exemple 1150 hectolitres de vin en 1856. Mais seulement 500 hectolitres en 1892 signe que la crise viticole causée par le phylloxéra affecte le vignoble de la commune. Du début du XIXe siècle et jusque dans les années 1970, la population décline progressivement : les habitants sont 229 en 1831 mais seulement 66 en 1982. Les évènements majeurs de l'Histoire de France au XXe siècle semblent n'affecter la commune qu'à la marge : guerre de 1914-1918, crise Néanmoins, les progrès techniques portés par la révolution industrielle modernisent le village. Dès la fin du XIXe siècle, de nombreux chemins sont aménagés et les réseaux d'adduction d'eau potable, d'assainissement ou d'électricité sont réalisés à partir des années 1950.

## Politique et administration
| Période                                  | Période   | Identité        | Étiquette | Qualité                    |
| ---------------------------------------- | --------- | --------------- | --------- | -------------------------- |
| 1947                                     | 1965      | Alfred Bousquet |           |                            |
| 1965                                     | mars 1989 | Alain Dejean    |           |                            |
| mars 1989                                | En cours  | Francis Vabre   | SE        | Retraité Fonction publique |
| Les données manquantes sont à compléter. |           |                 |           |                            |

## Démographie

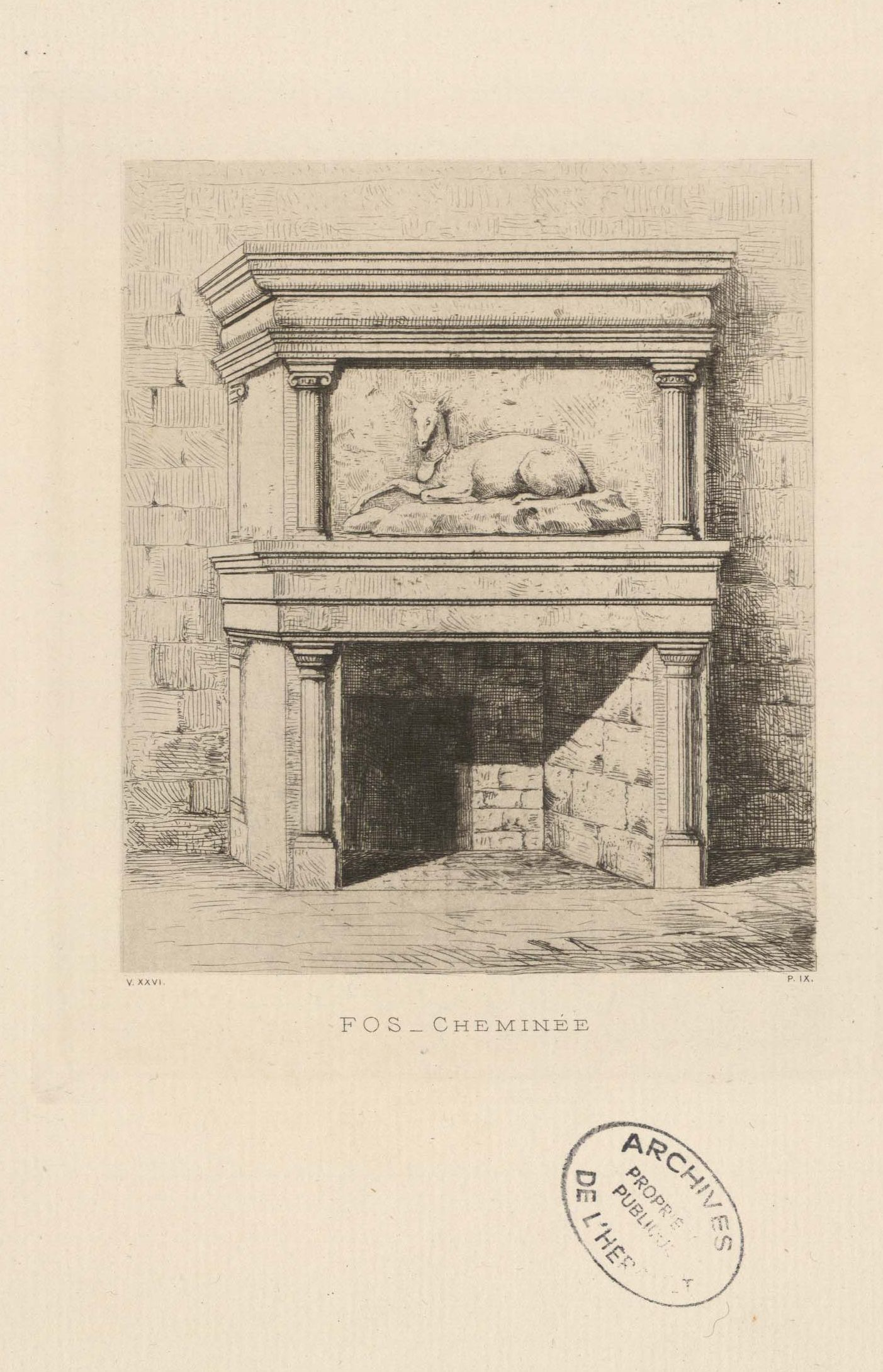
Cheminée [du château] 1894

L'évolution du nombre d'habitants est connue à travers les recensements de la population effectués dans la commune depuis 1793. Pour les communes de moins de 10 000 habitants, une enquête de recensement portant sur toute la population est réalisée tous les cinq ans, les populations de référence des années intermédiaires étant quant à elles estimées par interpolation ou extrapolation. Pour la commune, le premier recensement exhaustif entrant dans le cadre du nouveau dispositif a été réalisé en 2004.

En 2022, la commune comptait 131 habitants, en évolution de +35,05 % par rapport à 2016 (Hérault : +7,49 %, France hors Mayotte : +2,11 %).
| 1793 | 1800 | 1806 | 1821 | 1831 | 1836 | 1841 | 1846 | 1851 |
| ---- | ---- | ---- | ---- | ---- | ---- | ---- | ---- | ---- |
| 160  | 133  | 164  | 203  | 229  | 223  | 212  | 200  | 189  |

| 1856 | 1861 | 1866 | 1872 | 1876 | 1881 | 1886 | 1891 | 1896 |
| ---- | ---- | ---- | ---- | ---- | ---- | ---- | ---- | ---- |
| 182  | 181  | 173  | 161  | 162  | 160  | 146  | 147  | 134  |

| 1901 | 1906 | 1911 | 1921 | 1926 | 1931 | 1936 | 1946 | 1954 |
| ---- | ---- | ---- | ---- | ---- | ---- | ---- | ---- | ---- |
| 167  | 158  | 149  | 128  | 127  | 125  | 133  | 116  | 116  |

| 1962 | 1968 | 1975 | 1982 | 1990 | 1999 | 2004 | 2006 | 2009 |
| ---- | ---- | ---- | ---- | ---- | ---- | ---- | ---- | ---- |
| 109  | 92   | 69   | 66   | 80   | 96   | 85   | 88   | 110  |

| 2014 | 2019 | 2022 | - | - | - | - | - | - |
| ---- | ---- | ---- | - | - | - | - | - | - |
| 103  | 126  | 131  | - | - | - | - | - | - |

## Économie

### Emploi
|                | 2008   | 2013   | 2018   |
| -------------- | ------ | ------ | ------ |
| Commune        | 14,5 % | 19,1 % | 16,9 % |
| Département    | 10,1 % | 11,9 % | 12 %   |
| France entière | 8,3 %  | 10 %   | 10 %   |

En 2018, la population âgée de 15 à 64 ans s'élève à 71 personnes, parmi lesquelles on compte 74 % d'actifs (57,1 % ayant un emploi et 16,9 % de chômeurs) et 26 % d'inactifs,. Depuis 2008, le taux de chômage communal (au sens du recensement) des 15-64 ans est supérieur à celui de la France et du département.
La commune est hors attraction des villes,. Elle compte 22 emplois en 2018, contre 20 en 2013 et 27 en 2008. Le nombre d'actifs ayant un emploi résidant dans la commune est de 42, soit un indicateur de concentration d'emploi de 51,6 % et un taux d'activité parmi les 15 ans ou plus de 54,6 %.
Sur ces 42 actifs de 15 ans ou plus ayant un emploi, 12 travaillent dans la commune, soit 28 % des habitants. Pour se rendre au travail, 93,5 % des habitants utilisent un véhicule personnel ou de fonction à quatre roues, 2,2 % s'y rendent en deux-roues, à vélo ou à pied et 4,3 % n'ont pas besoin de transport (travail au domicile).

### Activités hors agriculture
11 établissements sont implantés  à Fos au 31 décembre 2019.
Le secteur de la construction est prépondérant sur la commune puisqu'il représente 36,4 % du nombre total d'établissements de la commune (4 sur les 11 entreprises implantées  à Fos), contre 14,1 % au niveau départemental.

### Agriculture
|               | 1988 | 2000 | 2010 | 2020 |
| ------------- | ---- | ---- | ---- | ---- |
| Exploitations | 18   | 11   | 8    | 6    |
| SAU (ha)      | 128  | 118  | 120  | 74   |

La commune est dans le « Soubergues », une petite région agricole occupant le nord-est du département de l'Hérault. En 2020, l'orientation technico-économique de l'agriculture  sur la commune est la viticulture. Six exploitations agricoles ayant leur siège dans la commune sont dénombrées lors du recensement agricole de 2020 (18 en 1988). La superficie agricole utilisée est de 74 ha,,.

## Culture locale et patrimoine

### Lieux et monuments

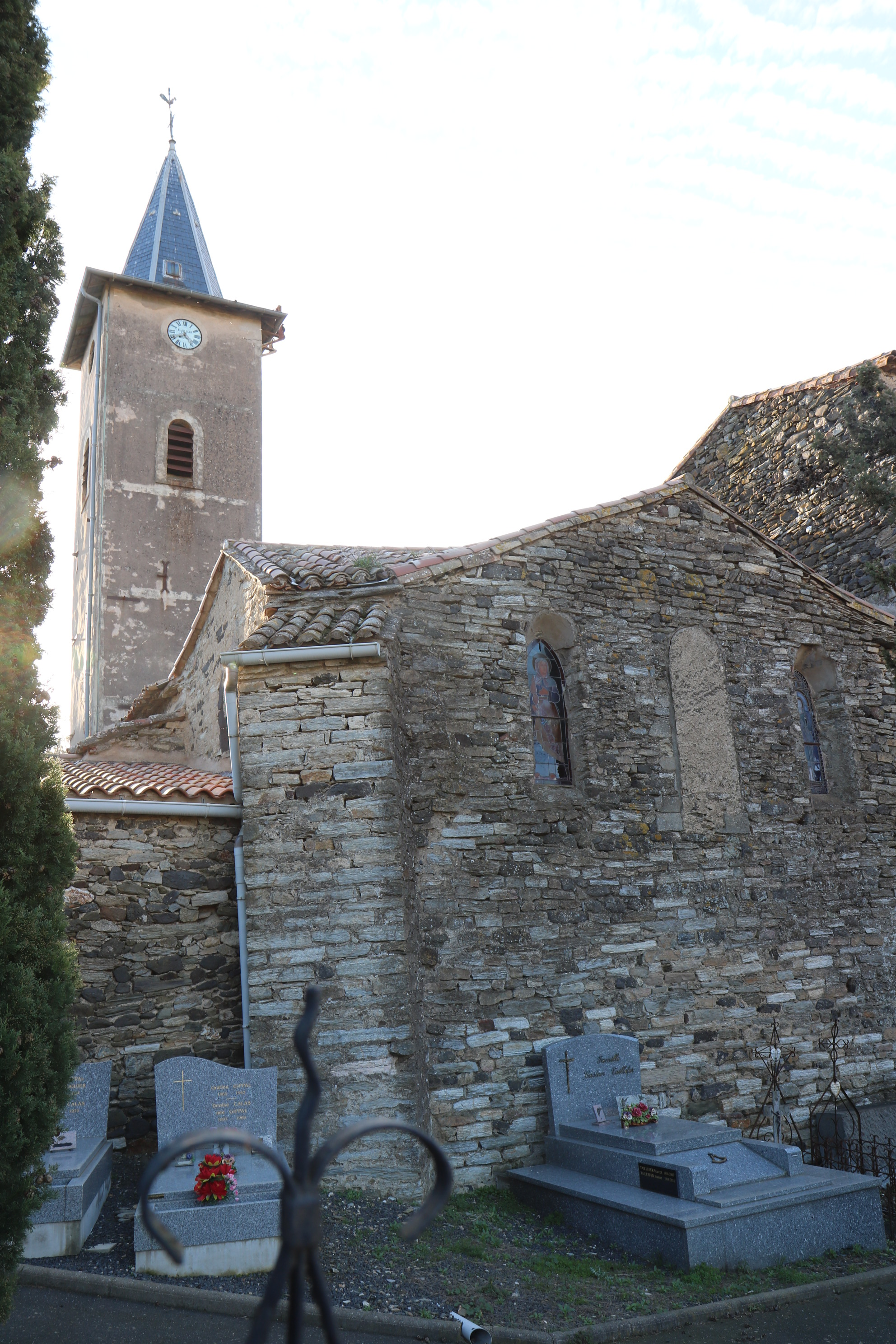
Chevet de l'église Saint-Jean.

- Source de la Thongue.
- Four banal.
- Château.
- Église Saint-Jean de Fos.
- Fourches patibulaires de Fos

### Héraldique
|  | Les armoiries de Fos se blasonnent ainsi : De sable, au pairle losangé d'or et de sinople. |